# SKT타워
SKT타워(영어: SKT Building)는 대한민국 서울특별시 중구 을지로에 위치하고 있다. 2000년에 착공하고 완공했다.

## 같이 보기
- 서울 중구의 마천루 목록